# Alfio, Filadelfo e Cirino
Alfio (Vaste, III secolo – Lentini, 10 maggio 253), 
 Filadelfo (Vaste, III secolo – Lentini, 10 maggio 253) e 
 Cirino (Vaste, III secolo – Lentini, 10 maggio 253) sono stati tre fratelli, figli del Principe Vitale di Vaste (o Vitalio) e Benedetta di Locuste, due patrizi di fede cristiana: i tre giovani, che sarebbero stati uccisi durante l'epoca delle persecuzioni ordinate dall'imperatore Decio, sono considerati santi martiri dalla Chiesa cattolica nonché dalla Chiesa ortodossa che li ricorda il 10 maggio, giorno corrispondente al loro dies natalis.

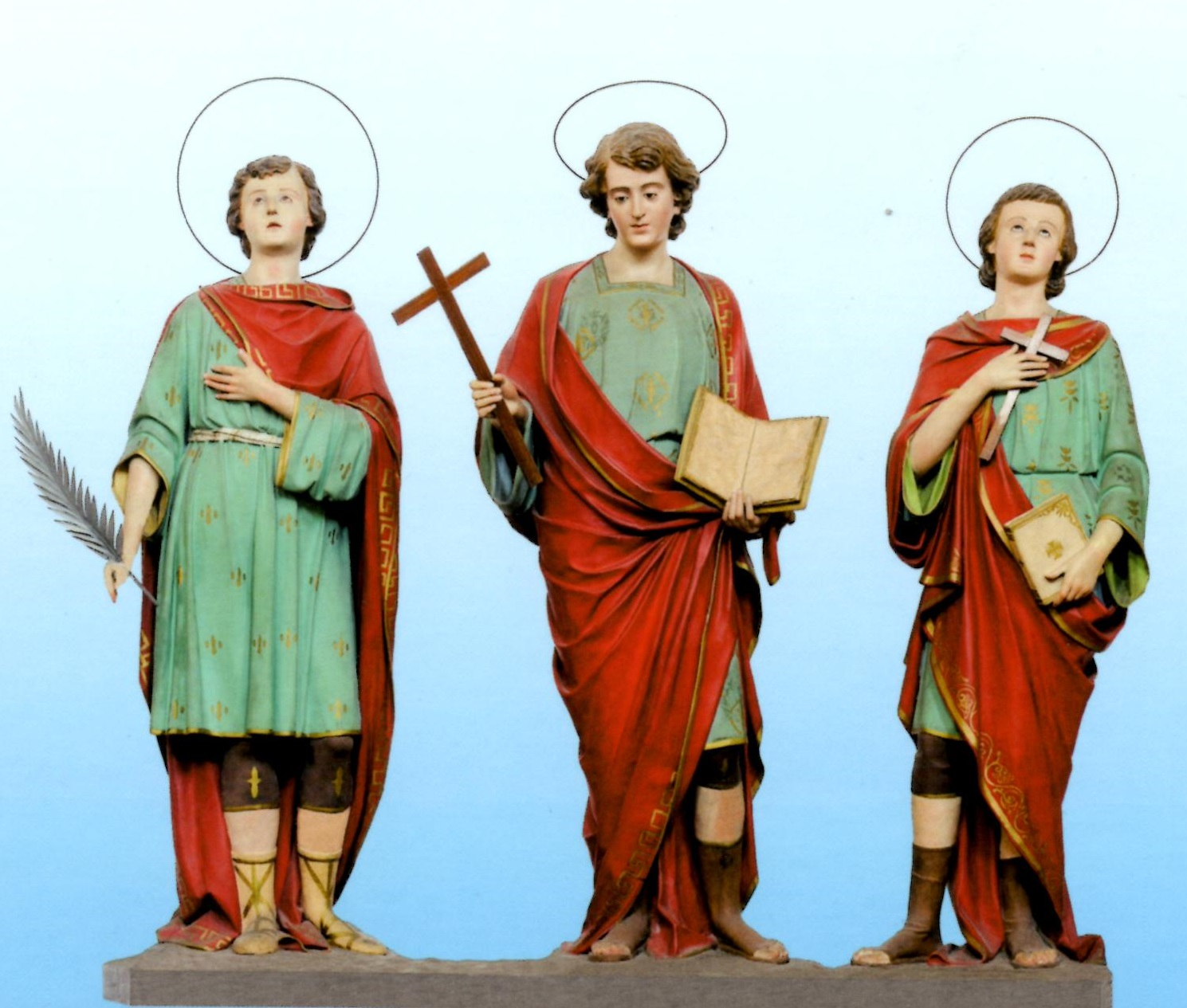
Santi Alfio Filadelfo e Cirino venerati a Paternò

I santi martiri sono Patroni/Compatroni tutelari delle città di Lentini, San Fratello, Sant'Alfio, Scifì (frazione di Forza d'Agrò), Trecastagni, Vaste (Le), Catania, Sant'Alfio è considerato il Patrono dei muti.

## Agiografia
(Leontini: antica, medioevale, moderna, 1979 - Bonfiglio Antonino da Lentini)
(Santuario dei SS. MM. Alfio, Filadelfo e Cirino - Trecastagni)

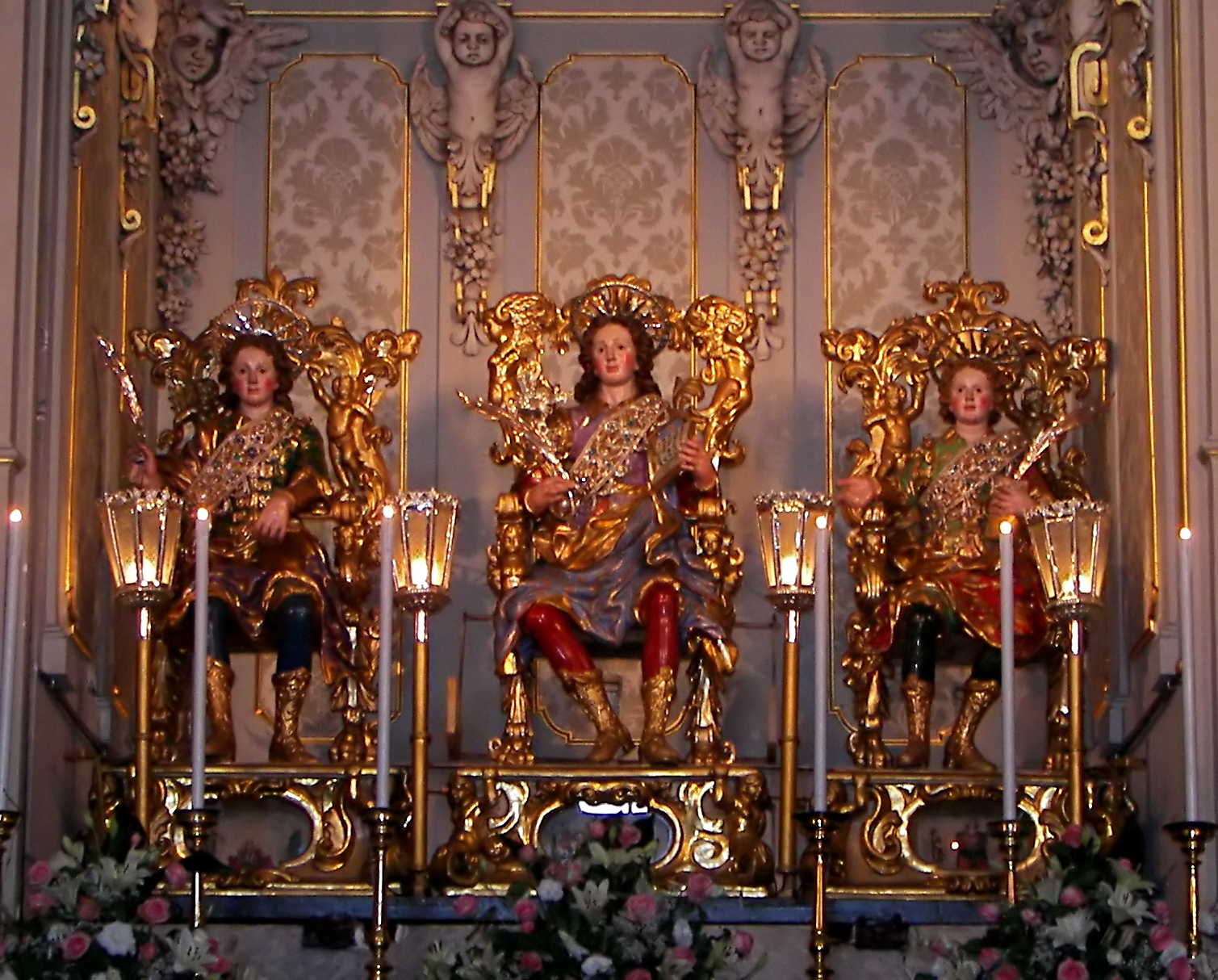
Simulacri dei SS. MM. Alfio, Filadelfo e Cirino all'interno dell'omonimo Santuario - Trecastagni (CT)

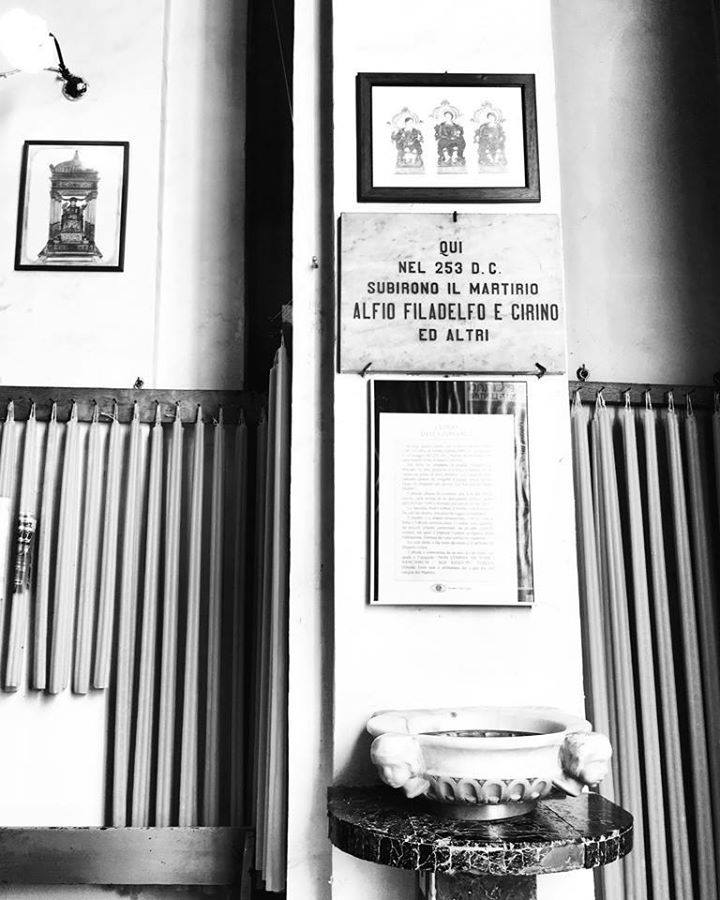
Interno del Santuario Diocesano dei Santi Martiri Alfio, Filadelfo e Cirino - Lentini (SR)

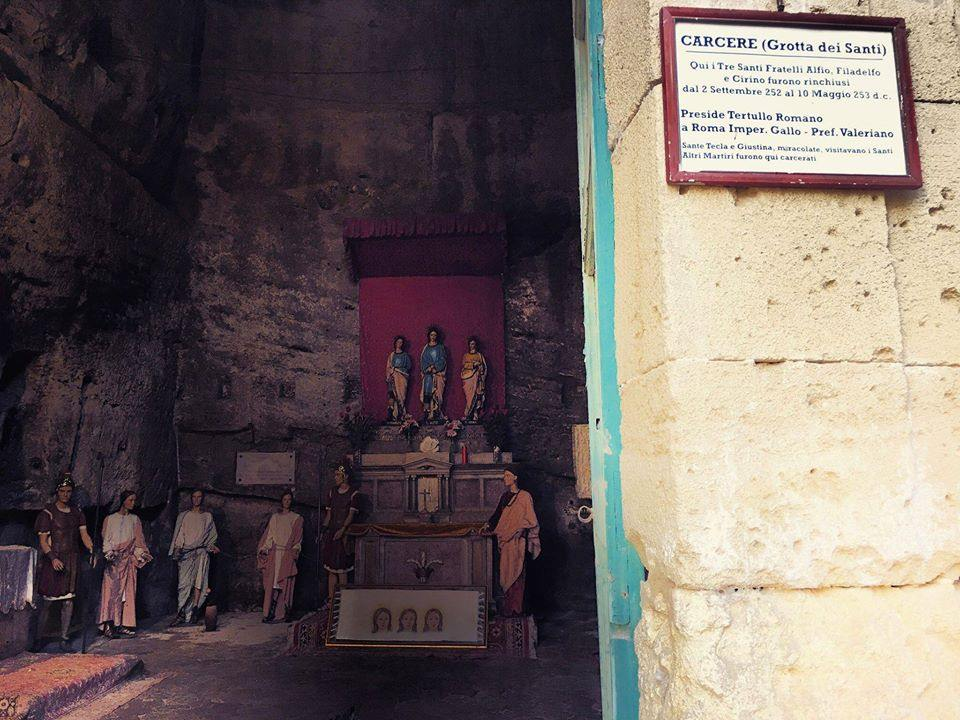
Carcere (o Grotta) dei Tre Santi - Lentini (SR)

In Puglia, terra in cui il Cristianesimo ebbe una larga diffusione sin dai primi secoli dopo Cristo, vi è un piccolo borgo di poche migliaia di abitanti: si tratta di Vaste (frazione di Poggiardo, in Provincia di Lecce), antichissimo centro sotto la dominazione greca e poi romana, che in un tempo assai remoto godette di grande fama. Qui nella Città dei Prefetti, nel III secolo, nacquero i tre fratelli Alfio, Filadelfo e Cirino. Dai nobili natali, discendevano da Benedetta di Locuste e dal principe Vitale (o Vitalio), padre di quattro figli (la primogenita fu madre del martire Erasmo). Entrambi i genitori furono barbaramente martirizzati. I tre fanciulli vennero educati dapprima da Evodio da Bisanzio e, successivamente, dal Sacerdote cristiano Onesimo.
I loro nomi, le cui radici presentano eminentemente una derivazione ellenistica, evidenziano tre significati ben precisi: Alfio (di carnagione chiara), Filadelfo (amico del fratello), Cirino (piccolo signore).
Nel 251 l'Imperatore Treboniano Gallo, succeduto a Gaio Messio Quinto Traiano Decio, emanò un editto in cui si esigeva che ogni persona sospettata di Cristianesimo offrisse incenso ad una qualsiasi divinità romana, Imperatore compreso. La validità di questo editto venne estesa su tutto il territorio romano, colpendo indifferentemente i membri delle diverse comunità cristiane, i loro beni e la loro fede. Nel 251 il Prefetto Nigellione ordinò che tutti i cristiani di Vaste fossero condotti al suo cospetto. Furono arrestati molti individui fra cui i tre fratelli e questi ultimi, dopo esser stati interrogati, vennero condotti a Roma - ove furono rinchiusi nel Carcere Mamertino ai piedi del Campidoglio, per mano del Prefetto Licinio - e successivamente a Pozzuoli dal Prefetto Diomede, famoso per la rapidità delle sue sentenze.  Qui, dopo vari interrogatori, il tiranno ordinò l’uccisione di Onesimo e la decapitazione di Erasmo insieme con altri tredici compagni. Diomede tentò qualsiasi lusinga per far distogliere dalla loro fede i tre fratelli, ma non riuscì nel suo intento. Alfio, Filadelfo e Cirino quindi, essendo di nobile famiglia, furono risparmiati ed inviati in Sicilia.
Il 25 agosto del 252 giunsero a Taormina da Tertullo, giovane patrizio romano e Preside dell'isola, che aveva acquistato la fama di funzionario integerrimo ed autoritario. Costui li accolse nel suo maestoso palazzo per interrogarli, ma non riuscendo a convincere i tre fratelli a tornare alla religione dei loro antenati, fa tagliare le loro bionde chiome e fa versare sul loro capo della pece bollente, poi fa serrare il loro collo e le loro mani tra pesanti travi.
Furono quindi inviati a Lentini, ove trovarono la morte. Durante il tragitto, il gruppo costeggiò l'Etna e si fermò dove in seguito nacquero i paesi di Sant'Alfio e Trecastagni. Verso la fine di Agosto, di sera, giunsero a Catania e furono rinchiusi in una prigione (ancora oggi è indicata con la scritta «Sanctorum Martyrum Alphii Philadelphi et Cyrini carcer») che ai giorni nostri si trova in una cripta sotto la Chiesa dell'Immacolata Concezione della Beata Maria Vergine ai Minoritelli, dove sorgeva il Presidio Ospedaliero Santa Marta. Lì è possibile ammirare una lapide in marmo e un quadro. All'alba vennero avviati a Lentini e attraversarono il fiume Simeto ch'era in piena. Vi furono spinti da otto soldati fanatici pagani; i tre fratelli lo passarono incolumi, mentre gli otto soldati che li avevano spinti e seguiti annegarono.Nel cammino da Catania a Lentini avvengono vari prodigi e conversioni: si convertono addirittura i venti soldati di scorta e il loro capo Mercurio, che Tertullo fa battere aspramente e uccidere. Il 2/3 settembre del 252 giunsero finalmente a Lentini, nella contrada che anche oggi è denominata Palmiere: la città si presentava per l'appunto ricca di palme, ulivi, viti, fiorente d'ogni verdura e di fiori. Marco Tullio Cicerone la definì il «granaio di Roma». Entrando in città, i tre giovani liberarono un bambino ebreo - indemoniato ed ammalato - figlio del Rabbino Samuele. Un'altra leggenda, ancora, narra che quando i Tre Fratelli originari di Vaste giunsero a Lentini la trovarono appestata, per poi miracolarla e liberarla dalla peste. Vennero quindi affidati al Ministro Alessandro (vicario di Tertullo) che, dopo vari interrogatori, li condusse infine nelle carceri del luogo.
Vivevano in città due giovani contesse, di nome Tecla e Giustina, cugine tra loro nonché ricche proprietarie terriere. Tecla - cugina di Alessandro - da oltre sei anni soffriva di un’irreversibile paralisi alle gambe; Giustina invece era cieca in un occhio. Nessun medico era mai riuscito nell'impresa di guarirle. Venendo a conoscenza dei prodigi che - durante il tragitto da Roma a Lentini - avevano accompagnato i tre fratelli, Tecla formulò la richiesta rivolta al cugino di voler conoscere quei giovani per implorare, mediante la loro intercessione, una miracolosa e tanto sperata guarigione. Richiesta che venne esaudita da Alessandro, con suo grande rischio, in uno dei giorni di assenza del Preside. Il vicario di Tertullo, successivamente, si convertirà al Cristianesimo e si farà battezzare con il nome di Neofito da Agatone, per poi diventare il primo Vescovo di Lentini. Egli condusse i Tre Giovinetti da Tecla e quest'ultima, con animo ricolmo di speranza, chiese loro di intercedere con preghiere rivolte alla sua salute. I tre fratelli rimasero commossi alla vista di quella giovane immobilizzata sul letto e le promisero che avrebbero pregato per lei. Durante la stessa notte le sarebbe comparso in sogno l'Apostolo Andrea il quale, segnatala con un segno di croce, le assicurò che sarebbe guarita grazie all'intercessione di quei Giovani incarcerati da Tertullo. Il mattino seguente, trovandosi miracolosamente guarita, decise di recarsi al carcere per ringraziare i tre giovinetti con l'aiuto di Alessandro, visibilmente sbigottito. Anche Giustina fu guarita. Da quel giorno Tecla continuò a visitarli segretamente insieme alla cugina per assisterli, confortarli e portar loro dei viveri con cui rifocillarsi nelle notti di miseria e solitudine.
Tuttavia la sua opera durò poco giacché Tertullo, arresosi di fronte alla loro inflessibile fede, emanò la sua inappellabile sentenza. La sterminata piazza di Lentini era gremita di folla, in attesa di un grande evento storico: dopo averli fatti girare ammanettati e frustati per le vie della città, esposti nudi e scalzi allo scherno del popolo inferocito ed urlante, ad Alfio venne strappata la lingua, Filadelfo bruciato su di una graticola e Cirino, nondimeno, gettato in una caldaia di pece bollente. Era il 10 maggio del 253. Alfio aveva ventidue anni e sette mesi, Filadelfo ventuno, Cirino diciannove e otto mesi.
Nel mentre Tertullo fece arrestare e martirizzare due giovani lentinesi presenti al sacrificio, Cleonico e Stratonico, poiché osarono inveire contro il tiranno accusandolo di crudeltà. Su ordine del Preside dell’isola, i corpi martirizzati e privi di vita dei Tre Fratelli furono legati con funi e trascinati in una foresta (denominata Strobilio per la gran quantità di pini esistenti), per poi esser gettati in un pozzo secco vicino alla dimora della nobile Tecla. Nella notte tra il 10 e l'11 maggio, accompagnata da Giustina e da undici servi cristiani tra cui cinque donne, estrasse i loro corpi conferendone una dignitosa sepoltura sfruttando una piccola grotta nelle immediate vicinanze. Nel 261, in quel luogo ormai sacro, fu eretto un maestoso tempio in onore ai Santi Martiri originari di Vaste. Ancora oggi è possibile osservare il luogo della sepoltura all'interno della Chiesa Madre (Ex Cattedrale) Santa Maria la Cava e Sant'Alfio di Lentini. La breve vita terrena dei Tre Santi si concluse, dunque, in modo tragico. Essi vennero però a costituire il seme della Chiesa leontina, che ebbe il privilegio d'esser elevata a sede vescovile sino al 790.

## Documenti e fonti storiche
(Codice Vat. Gr. 1591 - Passio sui Santi Martiri Alfio, Filadelfo e Cirino, manoscritto redatto dal Monaco Basilio nel 964)
(Codice Vat. Gr. 1591 - Passio sui Santi Martiri Alfio, Filadelfo e Cirino, manoscritto redatto dal Monaco Basilio nel 964)
Le notizie che possediamo sulla vita e sul martirio dei santi Alfio, Filadelfo e Cirino, il cui culto è molto diffuso in quasi tutta la Sicilia Orientale fin dall'Alto Medioevo, sono contenute in un documento che gli storici e gli studiosi fanno risalire al 24 dicembre del 964: si tratta di una lunga e minuziosa narrazione scritta da un Monaco (certamente italogreco) di nome Basilio, con verosimiglianza a Lentini, come si evince dalla precisa indicazione dei luoghi, delle tradizioni e dei costumi della comunità ivi esistente. Il manoscritto contiene due tra i testi più fantasiosi della letteratura agiografica siciliana: la Vita di San Pancrazio (primo Vescovo di Taormina) e, appunto, la Passio sui Santi Martiri Alfio, Filadelfo e Cirino. Al termine il volume si chiude con questo periodo, tradotto dal greco: «Con l'aiuto di Dio venne a fine il libro dei SS. Alfio, Filadelfo e Cirino, scritto per mano del Monaco Basilio». Il prezioso documento è oggi conservato presso la Biblioteca Vaticana, segnato col numero 1591, proveniente dal Monastero di Grottaferrata nei pressi di Roma.
Nel corso dei secoli, l'antico testo (denominato altresì Codice di Grottaferrata) è divenuto la fonte ispiratrice a cui attingere per un ingente numero di volumi. In particolar modo, si ricordano:
- L’opera dal titolo Martyrium Sanctorum Trium Fratrum Alphii, Philadelphi et Cyrini, edita a Palermo il 5 aprile 1522 dal tipografo palermitano Antonio Mayda e custodita presso la Biblioteca Centrale della Regione Siciliana Alberto Bombace nel medesimo capoluogo dell'isola, redatta dal latinista, grecista e poeta lentinese Silvestro Sigonio (o Sigona)
- Il Tomo Primo dell’opera dal titolo Vitae Sanctorum Siculorum ex antiquis Graecis Latinisque monumentis, pubblicata postuma a Palermo nel 1657, redatta dal gesuita e storico siracusano Ottavio Gaetani
- Il Tomo Secondo dell’opera dal titolo Acta Sanctorum Maii, collecta, digesta, illustrata, redatta nel 1680 dai gesuiti e storici belgi Godefridus Henschenius (Godfried Henschen) e Danielus Papebrochius (Daniel Papebroch): quest'ultimo, peraltro, fornì un grande supporto nella risoluzione della questione concernente l'esatta provenienza dei tre fratelli, per secoli ritenuta da alcuni Guascogna (un territorio appartenente all’odierna Regione dell'Occitania, in Francia) piuttosto che la città salentina di Vaste a causa di un grossolano errore di traduzione dei testi antichi diffusasi nel tempo, fortunatamente superato
- L’opera dal titolo Istoria de’ SS. MM. Alfio, Filadelfo e Cirino fratelli e lor compagni, edita a Catania nel 1691 e custodita presso la Biblioteca Regionale Universitaria Giambattista Caruso nel medesimo capoluogo etneo, redatta dal gesuita e storico lentinese Filadelfo Mauro

Le narrazioni agiografiche legate ai santi martiri nonché a Lentini, ancora, vengono menzionate nelle numerose edizioni del celebre Martyrologium Romanum, ad novam kalendarii rationem, et ecclesiasticae historiae veritatem restitutum della Chiesa cattolica, redatto dal Cardinale e storico italiano Cesare Baronio. Da alcuni passaggi tratti dal volume dal titolo Terrone e Polenta dello studioso Salvatore Brancato, infine, si riportano delle informazioni sull'esistenza di una Basilica dedicata a Santa Tecla, venuta alla luce diversi anni fa sotto il sagrato del Duomo di Milano. Sebbene nel suo sermone 77 Sant'Ambrogio (Vescovo milanese) faccia riferimento ai Santi Martiri Alfio, Filadelfo e Cirino, la Basilica nova o maior (attualmente coperta da Piazza del Duomo) ricondurrebbe però a Santa Tecla di Iconio, poiché eretta in suo onore.

## Festività e riti

### Lentini
(Invocazione popolare lentinese)
(Invocazione popolare lentinese)

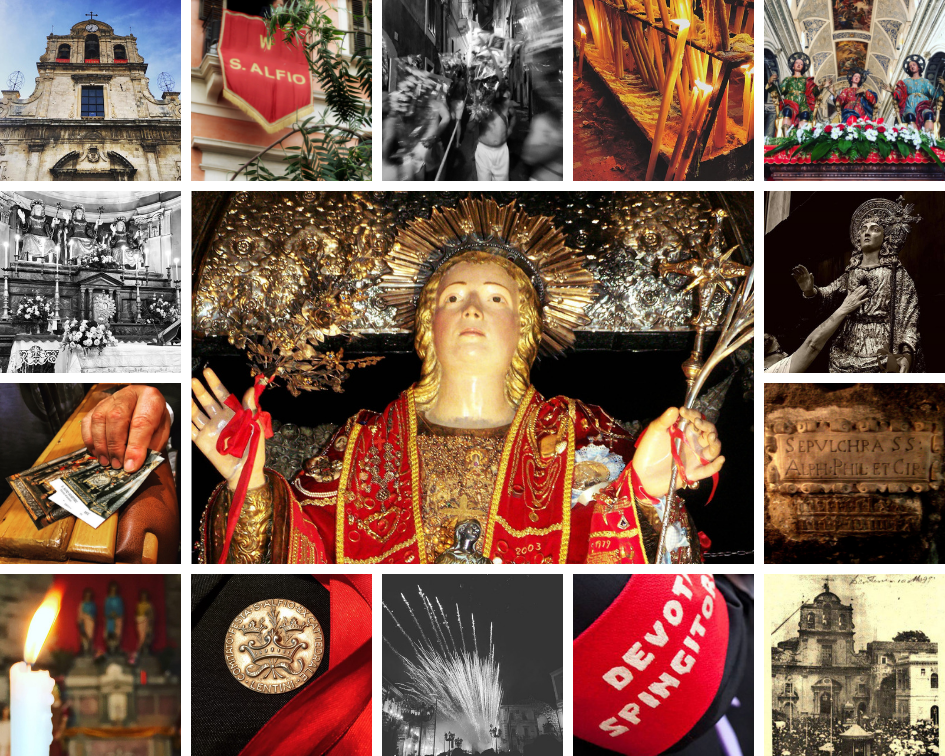
Festeggiamenti in onore dei Santi Martiri Alfio, Filadelfo e Cirino - Lentini (SR)

Festa di Sant'Alfio, 10 Maggio 1909/1910 - Lentini (SR)

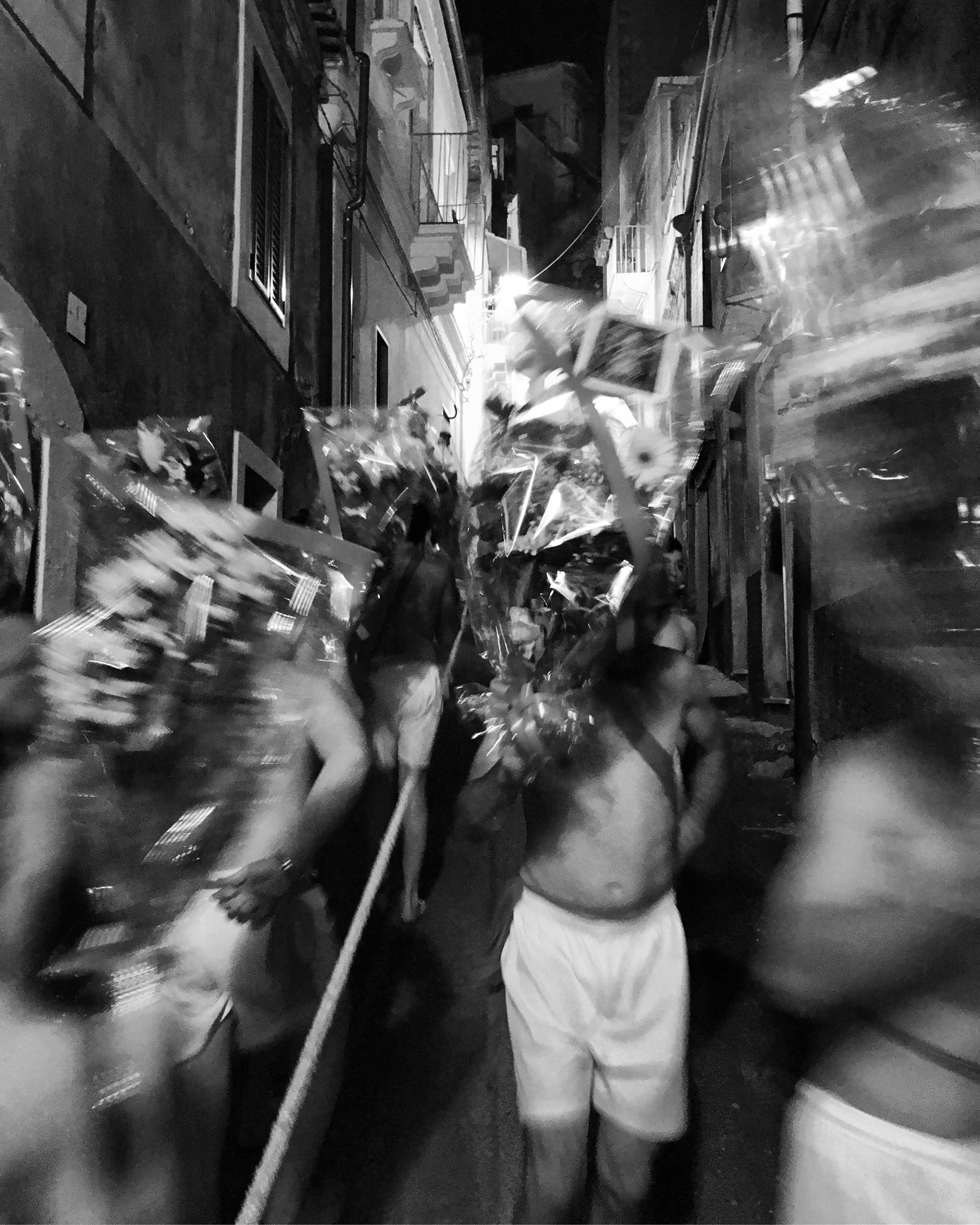
I Nuri durante il Giro Santo (A Via) - Lentini (SR)

All'alba del 1º maggio, in una Lentini adornata dal profumo di zagara e contornata dal cinguettio delle rondini, nella loggia campanaria dell’Ex Cattedrale dedicata a Santa Maria la Cava e Sant'Alfio i rintocchi della più piccola tra le campane (ribattezzata la Nona) precedono il suono delle restanti principali. Nello stesso istante, i primi spari dei mortaretti provenienti dal Cimitero simboleggiano un’antica e lieta tradizione: i defunti, infatti, ricorderebbero ai vivi che i Festeggiamenti in onore dei Santi Martiri Alfio, Filadelfo e Cirino sono ormai imminenti. I successivi spari - provenienti da Piazza Duomo -  avverranno regolarmente ogni giorno alle ore 7:00, 8:00, 9:00, 11:00 e 17:00. Nella notte che precede il mese di maggio, un tempo dedicato alle feste di Ercole che nei campi leontini sconfisse il Leone di Nemea, u paraturi ha addobbato con drappi rossi e bianchi l'Ex Cattedrale ed è stato preparato l'altare papale sulla cripta che racchiude il Sepolcro dei Tre Fratelli. Contemporaneamente, le bande musicali percorrono le vie cittadine per annunciare a tutti l'arrivo della Festa. Dal 1° al 9 maggio, il cerimoniale prevede la Novena in Chiesa Madre alle ore 11:00 ed alle ore 17:00; alle ore 20:00, invece, viene celebrata la Novena solenne presso la Chiesa dei Tre Santi (o della Fontana) eretta nel luogo in cui i Tre Fratelli subirono il martirio. Nel frattempo, presso il Carcere (o Grotta) dei Tre Santi, sita in Via Paradiso, viene allestita la scena del martirio. Nella cappella che custodisce il Fercolo di Sant'Alfio si lucidano gli argenti e si provano le luci. Le strade si riempiono di bancarelle, vengono allestite le luminarie. Nella Chiesa della Campana si prepara il Busto Reliquiario di San Cirino (o, più semplicemente, Reliquia) contenente il cuore di Sant'Alfio. L’8 maggio, a partire dal 1999, si svolge una rappresentazione vivente.
Alle ore 20:00 del 9 maggio si apre il portone principale della Chiesa Madre. Una volta schiuso, fuoriesce il Capitolo dell'Ex Cattedrale con gli anziani della Confraternita che indossano la gualdrappa di velluto nero lucido. Seguono quindi i chierichetti, i canonici, il Comitato dei Festeggiamenti (già Deputazione), i Devoti Spingitori, i Labor Non Honor, gli scout e la banda musicale. Il corteo passa davanti al Municipio, dov'è issato il gonfalone della Città. Si giunge alla Chiesa della Campana imboccando Via Regina Margherita, Piazza Oberdan e Via San Francesco d'Assisi. Breve sosta davanti alla piccola Chiesa (nel luogo in cui si ipotizza fosse ubicata l’antica Cattedrale di Lentini dedicata a Santa Maria la Cava, distrutta dal terremoto del 1693), scampanio e fuochi d'artificio alle ore 21:00. La Festa ha ufficialmente inizio. Il corteo si spinge fino alla Chiesa della Fontana, risale via Lisso fino a Piazza Oberdan e, di nuovo, Piazza Umberto e Piazza Duomo tra la folla festante. Qui in piazza avviene u iocu focu del 9 Maggio alle ore 23:00, uno dei momenti culminanti della Festa: lo spettacolo dei fuochi d'artificio, il primo fra le tre serate. Il Busto Reliquiario rientra in Chiesa Madre: tutto è pronto per l'atteso momento successivo. I Devoti Spingitori si riuniscono davanti all'Ex Cattedrale. All'1:00 del 10 maggio si ha il rintocco della campana dell'orologio, lo scampanio del campanone principale, lo sparo di botti e l'apertura delle porte dell'Ex Cattedrale. I Devoti Spingitori gridano alcune invocazioni come «Agghiamamulu a Sant'Affiu!», «Agghiamamulu 'ccu tuttu u cori a Sant'Affiu!» o «Prima Diu e poi li Santi!» e la folla rispettivamente risponde con «Sant'Affiu!» o «Mattri Santi!». Inizia, a questo punto, uno dei momenti più suggestivi: i Nuri che percorrono il Giro Santo (a Via). Uomini a torso nudo, scalzi, che indossano solo un paio di calzoni bianchi corti e un nastro rosso, che tengono una mano dietro la schiena e nell'altra un cero o un mazzo di fiori. Corrono per le strade di Lentini ricordando il giro che compirono i Santi Martiri, tra le atroci sofferenze, per l'antica cinta muraria della città. Dietro a loro sopraggiungono anche le donne, scalze. Una corsa e un cammino silenziosi, tra due ali di folla ammutolita.
Alle ore 9:00 del mattino seguente, nell'altare eretto sulle tombe dei Tre Fratelli all'interno della Chiesa Madre, i sacerdoti celebrano la Santa Messa. La gente si riunisce in Piazza Umberto con indosso i vestiti migliori («i robbi di Sant'Affiu»). Dalla porta laterale della Chiesa Madre, in Via Garibaldi, esce portato a spalla dai Canonici lo scrigno con le Reliquie dei Tre Santi Alfio, Filadelfo e Cirino. Lo scrigno viene poggiato sul Fercolo di Sant'Alfio, ormai giunto davanti alla porta dell’Ex Cattedrale: è «a nisciuta do Santu», sono le 10:00 in punto del mattino. Tripudio di fuochi d'artificio. Il corteo esce dal sagrato: tempietto argenteo del Santo e dietro i chierici, i Cavalieri del Santo Sepolcro con l'antica divisa (mantello bianco crociato di rosso) e le loro Dame, le associazioni cattoliche, i canonici, il Comitato dei Festeggiamenti, i Devoti Spingitori, i Labor Non Honor, gli scout e la banda musicale. Il Sindaco e la Giunta Comunale si aggiungono alla processione quando quest’ultimo giunge davanti a Palazzo Scammacca, sede del Comune di Lentini. La folla dona alla Vara fiori, ceri, nastri, banconote; i bambini sono avvicinati alla statua e simbolicamente donati al Santo. Il corteo effettua il Giro d'onore in Piazza Umberto, poi continua per le strade principali della città. Alcuni dei momenti più salienti del percorso della Vara di Sant'Alfio nella giornata del 10 maggio sono - a partire dal 2019 - l’incontro con la statua di Santa Tecla Vergine nei pressi dell'icona dedicata ai Santi Martiri sita nell'antica Contrada Palmiere (oggi in Via Etnea, sul versante della località che in memoria dei Tre Fratelli prende il nome di Santuzzi, Carlentini), l'arrivo nel quartiere Quartarari, la salita presso la Chiesa di Santa Croce (Agghianata ra Santa Cruci) nel quartiere Sopra Fiera (Supra Fera) e, infine, l’arrivo presso l'Arco Trionfale (Potta Jaci), la porta dell'antica città sita in Piazza Oberdan. Dopo il fuoco dell'1:00 dell'11 maggio, il Fercolo va a riposare presso la Chiesa dei Tre Santi (o della Fontana).
La mattina seguente l'Arcivescovo Metropolita di Siracusa celebra il Solenne Pontificale in onore dei santi martiri Alfio, Filadelfo e Cirino. Nel pomeriggio la Vara riprende il suo giro: l'antico quartiere San Paolo, l'omaggio della città al Fercolo di Sant’Alfio in Piazza Umberto, la Chiesa della Santissima Trinità e San Marziano. A notte fonda (o persino all'alba) lo sparo del mortaio e il suono delle campane: sono aperte le porte della Chiesa Madre. Si forma un corteo composto dal Capitolo dell'Ex Cattedrale e dal Sindaco, che risalgono Via Regina Margherita andando incontro al Fercolo di Sant'Alfio che termina il suo giro rientrando in Chiesa Madre. Nuovi boati e saluti da parte di folla e campane. «Si voli Diu, Sant’Affiuzzu, l’annu prossimu ni viremu».
I festeggiamenti in onore dei Santi Martiri a Lentini rientrano tra gli appuntamenti religiosi più importanti nel panorama italiano e siciliano. Fede, folklore e tradizione qui si uniscono in una delle più emozionanti Feste dell'isola. I santi martiri Alfio, Filadelfo e Cirino - insieme con la Madonna - sono i Patroni tutelari della vetusta città di Lentini e il loro culto è presente in altre città nella penisola e nel mondo. Li Tri Santi vengono celebrati dal popolo lentinese, con amore e devozione, il 9-10-11 maggio nonché il 2 settembre (data che ricorre la traslazione delle Sacre Reliquie dei Tre Fratelli a Lentini, nel 1517).

### San Fratello
La Festa dei Santi Martiri Alfio, Filadelfio e Cirino che si svolge a San Fratello il 10 maggio è una delle celebrazioni religiose tra le più controverse dei Nebrodi. La stessa storia della Festa nasconde ancora oggi misteriosi passaggi non ancora pienamente decifrati dagli storici perché purtroppo i mutamenti che hanno colpito molte feste pagane e religiose non hanno risparmiato neppure la tradizionale Festa dei Patroni di San Fratello. Oggi la celebrazione religiosa assume (purtroppo) un ruolo quasi di secondo piano rispetto alla magnificenza dell’intruso equino, re dei Nebrodi e padrone incontrastato di questo territorio, il mitico cavallo sanfratellano. Mentre i fedeli si preparano alla celebrazione già tre giorni prima dell’evento religioso, parallelamente i cavalieri da settimane cavalcano nelle campagne in vista dell’attesissimo giorno della Festa. Il 10 maggio sin dalle prime luci dell’alba centinaia di cavalli si impossessano del paese, in attesa di scortare la statua di San Filadelfio e le Reliquie dei Tre Fratelli dalla Chiesa Madre al Santuario posto in cima al Monte Vecchio, antica sede di una acropoli greco-romana, molto probabilmente Apollonia.
Dopo aver fatto un giro nelle vie principali dell’abitato, in tarda mattinata la processione giunge ai piedi del Monte e si appresta all’ultima fatica. La folla si accalca per vedere i cavalli sfrecciare nel sentiero che porta alle mura dell’antica città sul monte. Poco più indietro il Simulacro del Santo con al seguito la processione di fedeli, che una volta arrivati al Santuario si preparano ad assistere alla Santa Messa in ricordo dei Santi Martiri, le cui ossa - si narra - furono ritrovate in questo luogo Sacro. Contemporaneamente parte una grande sagra di paese che in alcuni casi coinvolge perfino gli equini. Nel primo pomeriggio il Simulacro si prepara al ritorno in Chiesa Madre scortato ancora una volta dai cavalli e dalla numerosa folla che si radunerà davanti alla piazza del Convento. Negli ultimi anni sono sempre più numerosi i turisti presenti per questa festa un po' originale e abbastanza ambigua nel suo atipico svolgimento, oggi forse più pagano che religioso, con mille distrazioni che spostano l’attenzione altrove ubriacando i presenti con una effimera sontuosità apparente, distogliendoli dalla ricchezza storico-culturale della terra che calpestano.
Facendo un balzo tra storie e leggende, la Festa dei Tre Santi di San Fratello ebbe inizio con l’arrivo dei Normanni in questo angolo di Sicilia e il ritrovamento delle Reliquie in cima al Monte, lassù dove oggi si trova il Santuario (la parte più storica risale al XII secolo), e dove gli stessi Normanni affondarono le loro radici che avrebbero fatto fiorire il singolare dialetto gallo-italico, ancora oggi parlato dalla popolazione. Quale scenario trovarono i Normanni tra la Roccaforte e il Monte vecchio è avvolto dal mistero, come sono ulteriori enigmi la data di fortificazione della nuova città intitolata appunto ai Santi Martiri, e la data in cui avvenne lo spostamento della sede cittadina dal Monte vecchio alla Roccaforte. Seppur indizi storici fanno ipotizzare la nascita dell’attuale San Fratello tra il 1116 e il 1272, date che riportano l’esistenza di un Castello di San Filadelfio (i cui ruderi si trovano sulla rupe denominata Roccaforte), che ci fa supporre la presenza di una cittadella militare. Ma scavi archeologici effettuati sul Monte Vecchio una decina di anni fa hanno messo in crisi gli storici con la scoperta che i Normanni giunti nel territorio di San Fratello hanno in parte ripopolato il Monte Vecchio per almeno altri duecento anni dal loro arrivo. La festa in onore dei Tre Santi potrebbe aver avuto origine sul Monte Vecchio in questo periodo storico, e solo successivamente dopo lo spostamento definitivo della città (o all'accorpamento) ai piedi della Roccaforte si sarebbe trasformata in un pellegrinaggio al Santuario.
Tra i quesiti irrisolti spuntano anche delle carte storiche che identificano questi luoghi come la Terra dei Tre Santi Fratelli addirittura tre secoli prima del ritrovamento ufficiale delle ossa datato 1517 e avvenuto presso il Monastero Basiliano di San Filippo di Fragalà (ubicato a Frazzanò). Che dire, infine, della Chiesa sanfratellana poco convinta secondo i propri archivi storici della tesi che vuole Apollonia di Sicilia in cima al Monte Vecchio, ipotizzando piuttosto la presenza di Aluntio, che gli storici hanno posizionato nella vicina San Marco d'Alunzio. Ma questi sono solo alcuni dei misteri che avvolgono la storia di San Fratello, infatti vi è ancora da risolvere la questione Demenna, il cui toponimo (e di conseguenza la discendenza storica) è conteso da almeno altri dieci comuni siciliani. Questa antica città è scomparsa dalle carte proprio in coincidenza della nascita di San Filadelfio.
In attesa che nuovi scavi archeologici chiariscano almeno la metà dei quesiti irrisolti, restituendo un pezzo di storia dimenticata all’antico centro nebroideo, bisogna ricordare che l’attuale nome San Fratello è il frutto di una metamorfosi che parte, come ricordato prima, da terra dei Tre Santi Fratelli e Castello di San Filadelfio, quest’ultimo nome preso dal secondo dei Tre Santi deriva dal nome greco Philadelphos, e dal latino Philadelphus (fratello, amare i fratelli), da qui l’evoluzione che ha portato a San Fratello. Tra le curiosità ricordiamo che ancora oggi nell’antica lingua galloitalica il nome del paese è San Filadelfio (San Frareau) e non San Fratello (la traduzione galloitalica sarebbe San Frèa) come oggi è riconosciuto il comune nella lingua italiana.

### Sant'Alfio

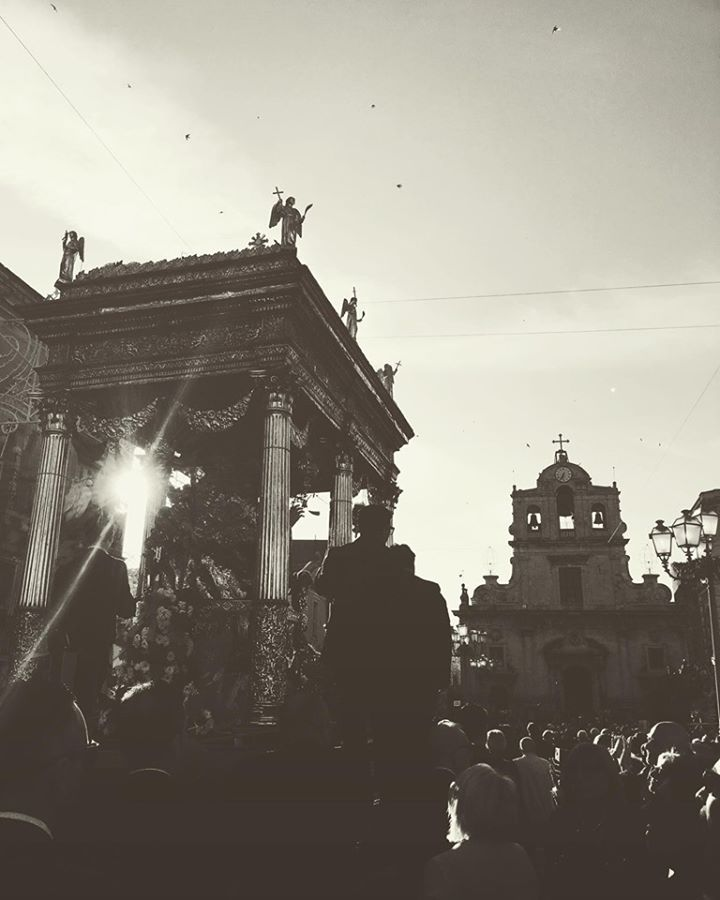
Fercolo di Sant'Alfio in Piazza Umberto I - Lentini (SR)

I festeggiamenti in onore dei Santi Fratelli Martiri nella piccolo comune di Sant'Alfio, situato alle pendici dell'Etna, iniziano l’ultima domenica di aprile (chiamata dai santalfiesi la “domenica dell'entrata” con lo sparo dei cento colpi di cannone, seguito da uno spettacolo pirotecnico e dal suono delle campane si entra ufficialmente nel cuore dei festeggiamenti. Molto suggestiva con il suono della banda, dei fuochi d'artificio è nei giorni seguenti la "raccolta generale" delle offerte con la quale i paesani contribuiscono alla realizzazione dei festeggiamenti di cui la commissione uscente donerà alle famiglie un ricordo. Nelle sere del giovedì e venerdì che precedono il giorno della festa, davanti ad ogni abitazione viene acceso un piccolo falò, chiamato “a dera” dal nome della legna resinosa che viene utilizzata, ricordando la notte in cui i tre fratelli attraversarono Sant'Alfio con sulle spalle una pesante trave che un improvviso e fortissimo vento scagliò lontano. Era il 252 d.C. e Alfio, Filadelfo e Cirino si stavano recando a Lentini dove subirono le torture che li avrebbe condotti al martirio il 10 maggio 253 d.C. Per ricordare l'evento, contemporaneamente all'accensione della 'dera viene svolta la sacra rappresentazione del Passaggio dei Santi animata da alcuni giovani del paese.
"U sabutu di santaffiu" è il giorno tanto atteso da tutti i devoti, sin dalle prime luci del mattino riecheggia il suono del "cunsulatu" dal campanone della Chiesa Madre che accompagna tutta la cittadina per gran parte della mattinata ad indicare la viglia della festa.
Al suono del mezzogiorno tutti i fedeli corrono in Chiesa per eseguire l'ultima prova della cantata accompagnato dal complesso bandistico. Nel pomeriggio si inizia ad entrare nel clou dei festeggiamenti dalla deposizione della corona d'alloro al monumento dei caduti sino ad arrivare all'accoglienza delle comunità con le reliquie dei Santi Fratelli con l'arrivo delle venerate "calotte craniche dei santi" custodite nel Duomo di Messina.
La sera, alla fine della celebrazione della Santa Messa, avviene la coroncina ai Santi: in questo momento particolare la chiesa si riunisce in preghiera, si aspetta la cosiddetta “svelata”, ovvero l’apertura della cappella che contiene i Simulacri dei Santi tra le varie acclamazioni di giubilo dei fedeli e la commozione generale. Al termine del canto dei Vespri Solenni, inizia la processione delle reliquie fanno il giro del centro storico del paese. Al rientro, dopo la chiusura dei Santi nella cappella avviene in Piazza Duomo il tradizionale "incontro delle bandiere" seguito successivamente dall'esecuzione della “cantata”, ovvero l’inno in onore dei Santi.
"A duminica di santaffiu" inizia molto presto, sin dalle prime luci dell’alba iniziano ad arrivare i pellegrini da molti paesi limitrofi portando a spalla dei pesanti ceri per rendere grazie ai Santi per le grazie ricevute ed in segno di devozione in attesa di assistere alla Santa Messa dell'alba con l'apertura della cappella dei Santi Fratelli.
Alle fine del Solenne Pontificale avviene il tradizionale “scambio della piangia”, con un'altra famiglia che in segno di devozione o per grazia ricevuta, prende l’impegno nell’organizzare i solenni festeggiamenti per l’anno seguente. Nel pomeriggio dopo aver assistito alla spettacolare traslazione dei simulacri dei Santi sino ad arrivare sulla "vara" avverrà la trionfale uscita dei Simulacri dei Santi Fratelli dalla porta centrale della chiesa dove vengono accolti da uno sventolio di fazzoletti, da uno spettacolo pirotecnico, dal suono delle campane e successivamente dall'esecuzione della "Cantata".

### Trecastagni

Festeggiamenti in onore dei SS. MM. Alfio, Filadelfo e Cirino - Trecastagni (CT)

I Festeggiamenti in onore dei SS. MM. Alfio, Filadelfo e Cirino a Trecastagni rientrano tra gli appuntamenti primaverili più belli e caratteristici della Provincia di Catania. Risalgono a tempi immemorabili se si pensa che, dopo il martirio dei Tre Fratelli avvenuto in Lentini il 10 maggio del 253, quasi subito fu innalzata un'icona votiva nel luogo del loro passaggio qui, dove oggi sorge il Santuario dei SS. MM. Alfio, Filadelfo e Cirino. Tuttavia ebbe un impulso tutto particolare dopo che, nel 1516, furono ritrovate le Reliquie dei Tre Santi presso il Monastero Basiliano di San Filippo di Fragalà (ubicato a Frazzanò). Ventun salve di cannone, sparate al mattino dal Forte Mulino a Vento, danno inizio alla grande manifestazione che dura dall'1 al 17 maggio. Ma, prima ancora che il cannone annunzi l'inizio della Festa, è possibile incontrare - lungo le strade che portano alla cittadina da ogni parte della Provincia etnea - i pellegrini che compiono il Viaggio a Sant'Alfio e che accorrono alla Messa delle 5:30.
II pomeriggio del 9 maggio si svolge la consueta manifestazione pirotecnica, una gara di fuochi d'artificio tra i componenti dei tre "partiti" della Festa: Sant'Alfio, Tondo e Collegiata. La sera della vigilia, ovvero la Notte Santa del 9 maggio, da Catania e dalle città circostanti si recano al Santuario di Trecastagni - sulle pendici dell'Etna - molti pellegrini devoti (i Nuri), spesso scalzi, che portano un pesante cero sulle spalle da offrire ai Santi Martiri. Le varie edicole votive che, numerose, si incontrano lungo le strade etnee possono essere lette come stazioni di sosta e di riposo, ma forse più di meditazione e di preghiera, lungo il cammino dei pellegrini ai vari Santuari locali. Le campane prolungano, con il suono festoso, l'eco delle salve di cannone, annunciando l'apertura del Sacro Novenario di predicazione e di preghiera che prepara, con un cammino spirituale, i devoti e i pellegrini all'incontro annuale con i Tre Fratelli. I Festeggiamenti entrano poi nel vivo, mentre continuano a venire numerosi i fedeli che gridano le loro preghiere.
Durante la Festa ha luogo la sfilata dei tipici carretti siciliani, con l'esposizione dei diversi modelli, costruiti ed ornati dai nostri antenati. Il carretto non è più veicolo di merci o passeggeri, bensì diviene presente nei Festeggiamenti come celebrazione dello stesso. L'ottava della Festa, il 17 maggio, chiude le solennità. Ma i simulacri lignei dei Tre Fratelli rimarranno svelati fino alla prima domenica di giugno. La prima domenica di settembre, infine, si ricorda il passaggio dei SS. MM. Alfio Filadelfo e Cirino nei luoghi in cui oggi sorge Trecastagni.

### Vaste (frazione di Poggiardo)
Fino alla seconda metà del 1700 stranamente, un'ingiusta damnatio memoriae lascia i vastesi nell'oblio riguardo alla vita dei Tre Santi Fratelli concittadini, a differenza delle popolazioni siciliane. Nessuno più conosce le loro figure nella piccola cittadina salentina. Sarà il padre gesuita lentinese Filadelfo Mauro a riportare in auge la storia dei Santi Martiri Alfio, Filadelfio e Cirino a Vaste scrivendo delle loro gesta. La popolazione vastese volle allora con solenni festeggiamenti eleggere i Tre Santi Patroni Concittadini come Protettori della città, ratificando l'atto addirittura alla presenza delle autorità dell'Universitas di Vaste e di un notaio, come a simboleggiare per i posteri un monito: che non cadesse più l'oblio sui gloriosi eroi concittadini. Da allora i Santi Martiri vengono festeggiati con solenni riti civili e religiosi ogni anno nei giorni 9, 10 e 11 maggio.
A Vaste il 1° maggio si ha l'intronizzazione dei simulacri dei Tre Santi per iniziare la Novena. La prima domenica del mese si va processionalmente a celebrare la Messa al pozzo detto dei Santi Martiri poiché si narra che questi ultimi, in tale luogo, si recavano abitualmente per prendere dell'acqua. La sera del 9 maggio si ha la processione con le statue dei Fratelli Martiri e dei genitori, il Principe Vitalio e Benedetta di Locuste, nonché del reliquiario. Il 10 maggio, giorno della festa, sono celebrate le tre messe giornaliere.

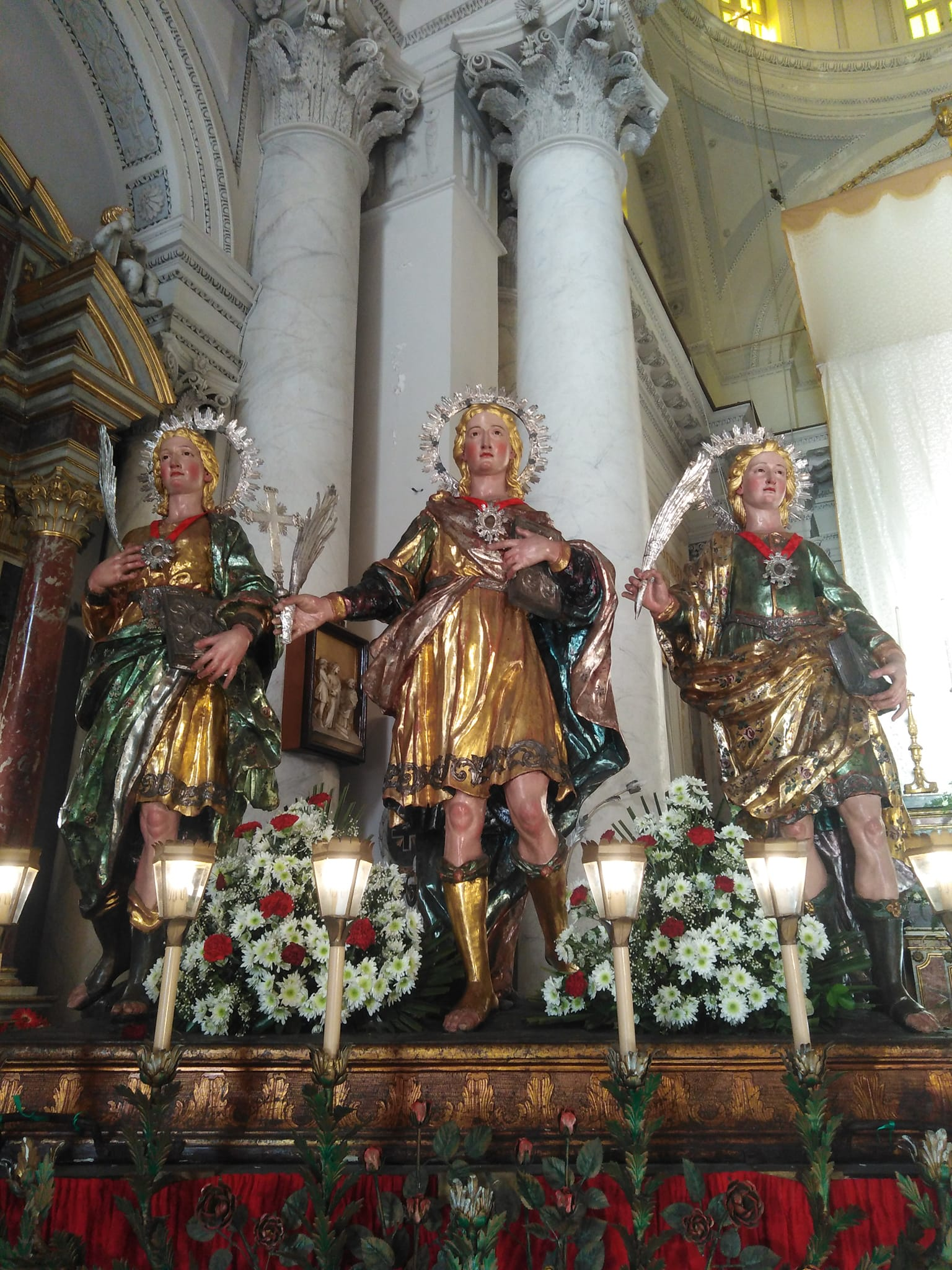
Statue dei SS Fratelli venerati in Acireale

### Acireale
I Santi Fratelli martiri sono venerati nella Basilica dei Santi Pietro e Paolo (Acireale) sin dal 1680 come attesta la tela di Giacinto Platania, posta nel primo altare a destra di chi entra. Il culto è curato dall'antica Confraternita che organizza i solenni festeggiamenti nei mesi di maggio e settembre.
Maggio: Il primo maggio si celebra la solenne apertura dei festeggiamenti, il 10 maggio memoria liturgica del martirio con la celebrazione di una Santa messa solenne. La domenica successiva si svolge la "Giornata della devozione cittadina" ai SS. Fratelli martiri con la celebrazione di varie messe e la sera i simulacri dei Santi vengono portati sul sagrato della Basilica. I festeggiamenti si concludono con la celebrazione dell'ottava.
Settembre: Si celebra la memoria del ritorno delle Reliquie a Lentini nel 1517.
Attività: La Confraternita ogni seconda domenica del mese celebra la memoria mensile dei Santi Martiri con una messa e la solenne esposizione delle Reliquie.
Il 14 maggio del 2023 si è svolta la processione esterna dei simulacri e delle Reliquie nel centro storico di Acireale. L'ultima festa esterna risale al 1953.

## La Chiesa Leontina e la traslazione delle Reliquie nel 1517
Dopo il martirio che i santi martiri Alfio, Filadelfo e Cirino subirono a Lentini il 10 maggio del 253, i loro corpi furono custoditi con grande devozione nella città medesima fino al 627 quando, a causa dell’invasione della Sicilia da parte dei Saraceni sbarcati a Mazara del Vallo, l’ultimo Vescovo Costantino nonché Abate del Monastero Basiliano di San Filippo di Fragalà (ubicato a Frazzanò), si rifugiò in quel luogo portando con sé le spoglie dei Tre Fratelli. Le varie vicende che seguirono si possono così riassumere: in seguito all'avanzare dei Musulmani, lo stesso Costantino trasferì le Sacre Reliquie nel Convento di Alunzio - sua città natale - nascondendole in alcune grotte sotterranee di cui si persero le tracce dopo la distruzione della stessa Alunzio da parte dei Saraceni.
A seguito dell'anno 1000 e della liberazione della Sicilia dai Saraceni per opera di Ruggero I di Sicilia, le spoglie dei Santi Martiri furono ritrovate nei pressi dell'antico insediamento greco di Apollonia durante la costruzione di San Fratello - errata traduzione dell'antica denominazione di San Frareau, che si riferiva in verità a San Filadelfio - racchiuse in delle casse ferrate insieme con gli atti del martirio e portate ai Basiliani di Fragalà che dettero una porzione dei resti di San Filadelfo alla nuova città. Intanto le Sacre Reliquie furono murate in una Chiesa accanto al Convento e, in seguito, se ne persero le tracce. Nel 1387 furono ritrovate durante i restauri della Chiesa suddetta, furono murate sotto un altare perdendosene ancora la memoria. Il 22 settembre del 1516 le Sacre Reliquie dei Tre Fratelli vennero nuovamente ritrovate ed esposte alla solenne venerazione dei fedeli dopo aver segato le tre calotte craniche che vennero donate al Monastero del Santissimo Salvatore di Messina ove risiedeva l'Archimandrita dei Basiliani.
Ben presto la notizia giunse a Catania e poi a Lentini, dove si decise di mandare cinque sacerdoti e un laico al Monastero Basiliano per sondare gli umori di quei monaci e, allo stesso tempo, per studiare la topografia del Convento nel caso si dovesse optare per un ricorso alla forza. La missione non ebbe, purtroppo, un esito felice: sulla loro richiesta i monaci non si pronunciarono apertamente, avallarono diritti e chiesero di sentire prima i loro superiori.
Al ritorno in Lentini, questa presa di posizione fu illustrata dagli sconfitti ambasciatori ai loro concittadini che, desiderosi di avere al più presto i resti mortali dei propri Martiri Protettori, votarono ad unanimità in assemblea di armare una spedizione per avere con la forza quello che non erano riusciti ad ottenere con la forza di quella legge naturale che dava loro il diritto al possesso delle Sacre Reliquie. Questa, al comando di Giovanni Musso, giunse sul far della notte del 29 agosto di fronte al Monastero di Fragalà. Dopo aver ripetutamente bussato, rassicurando i monaci delle loro intenzioni, i lentinesi - rivelatisi del tutto vani i tentativi di pacifico accesso - decisero d’irrompere con la forza. In breve entrarono nel cortile. Ai monaci, impauriti per quella brusca invasione di uomini armati, illustrarono ancora una volta il nobile scopo della loro missione, ossia ritornare in possesso delle Reliquie dei loro Santi Patroni; Reliquie che, alla fine, furono loro consegnate dall'Abate. Il 2 settembre del 1517, quindi, ottanta cavalieri entrarono al galoppo a Lentini accolti dagli applausi e portavano, sorretta da fra servo di Dio, la cassetta con le Reliquie dei Santi Martiri Alfio, Filadelfo e Cirino. Questa fu consegnata ai sacerdoti della città e, dopo una solenne processione, venne custodita nella Chiesa dedicata ai Santi Martiri.
Da quel momento le Sacre Reliquie si trovarono così suddivise:
- La porzione delle spoglie di San Filadelfo alla città di San Fratello
- Le tre calotte craniche al Monastero del Santissimo Salvatore e, oggi, custodite presso la Basilica Cattedrale protometropolitana di Santa Maria Assunta di Messina
- Tutto il rimanente alla città di Lentini

Ma se il cittadino comune era stato soddisfatto nelle sue aspirazioni la Chiesa leontina, invece, non poteva chiudere questo capitolo della sua nobile storia con quell'atto di forza extra legem. Così mandò alcuni doni ai monaci di Fragalà e successivamente, tramite la brillante arringa di difesa di Don Costantino - inviato espressamente dal Senato lentinese in Vaticano - chiese ed ottenne dal Sommo Pontefice Leone X la conferma della titolarità del possesso delle Reliquie e la remissione di ogni censura.
Il 10 maggio 2020, con decreto dell'Arcivescovo Metropolita di Siracusa S.E. Mons. Salvatore Pappalardo, la Chiesa dei Tre Santi (o della Fontana) - già dedicata a San Mercurio nonché luogo del martirio dei Tre Fratelli - è stata eretta a Santuario Diocesano dei Santi Martiri Alfio, Filadelfo e Cirino.

## Leggende

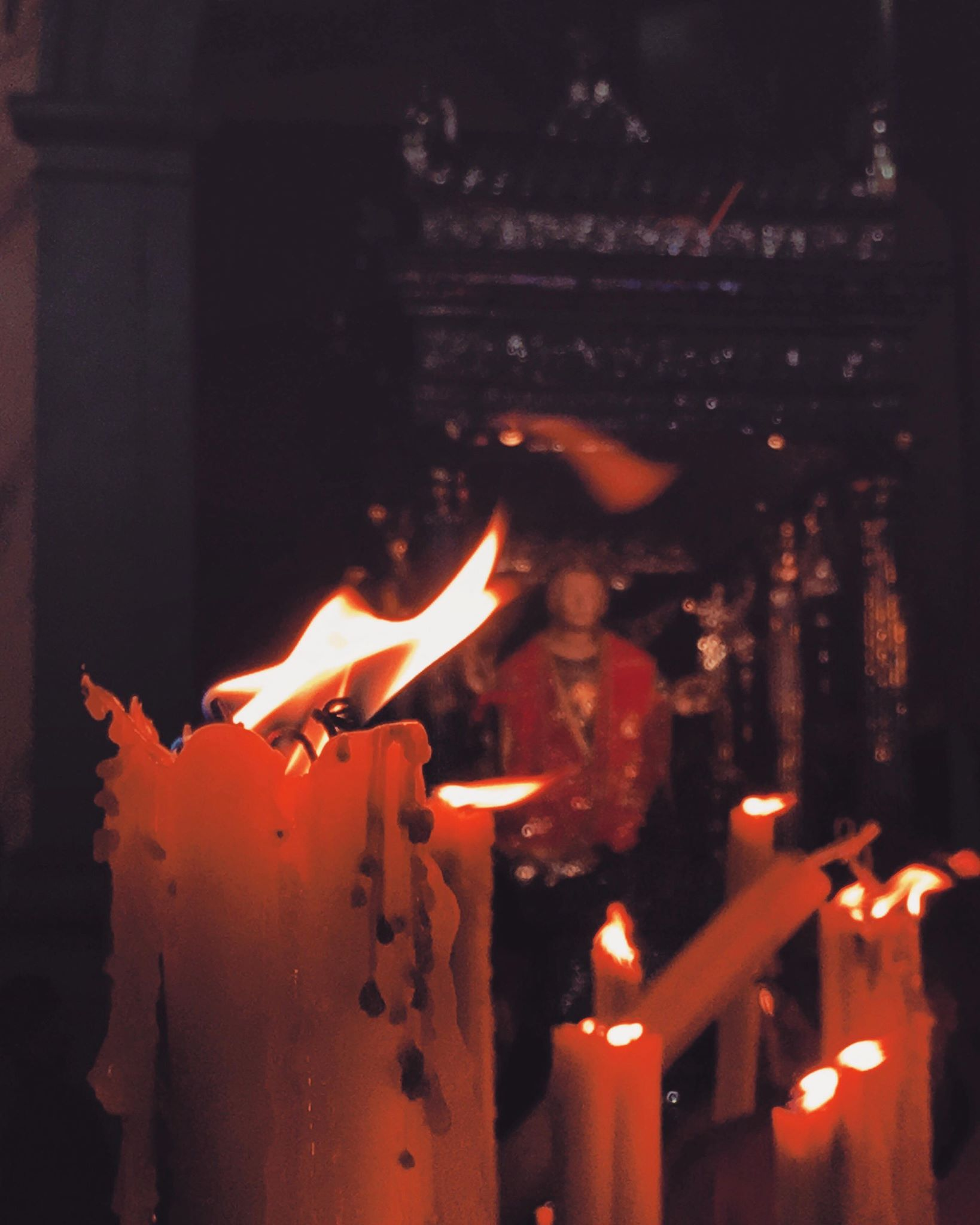
Fercolo di Sant'Alfio presso l'Arco Trionfale ("Potta Jaci") - Lentini (SR)

Attorno alle figure dei santi martiri Alfio, Filadelfo e Cirino in Lentini ruotano numerose leggende e credenze popolari che vengono trasmesse oralmente da padre in figlio. Alcune di esse trovano riscontro nelle documentazioni storiche, altre sono basate su testimonianze scritte dagli storici, altre ancora vengono semplicemente raccontate. Qui di seguito ne riportiamo alcune.

### La leggenda del Simeto
Si narra che durante la persecuzione dei cristiani da parte dei romani i Tre Fratelli di Vaste, giunti ormai nei pressi di Lentini (e, più esattamente, al fiume Simeto), si trovarono nella necessità di doverlo attraversare avendo i soldati romani alle loro spalle: il Simeto era allora più grande e vorticoso di quanto sia oggi. I Tre Fratelli, non avendo alternative, si avventurarono in quelle acque turbinose ma invece di affondare vi camminarono sopra, mentre i soldati romani che volevano prenderli vi annegarono.

### La leggenda del cavallo
Nel Carcere (o Grotta) rupestre di Tertullo - a rutta di Ra Tattullu - in alto a destra è possibile vedere delle orme di zoccoli di cavallo, di cui non si sa ben spiegare l'origine. Alcuni dicono sia stato un cavallo alato, altri dicono si trattasse del cavallo di Tertullo che cadde dalla sommità della grotta. Altri, ancora, le attribuiscono al mito di Pegaso alato.

### La leggenda della peste
Quando i santi martiri originari di Vaste giunsero a Lentini, la trovarono appestata. Riuscirono però a miracolarla, liberandola dalla peste. Oggi, nella Chiesa di San Francesco di Paola, a sinistra dell'altare, si trova un frammento di roccia che conserva le orme dei Tre Fratelli che sarebbero state lasciate nel momento in cui la città fu liberata dalla peste.

### La leggenda dei pozzi
Quella dei pozzi è forse l'unica leggenda che si avvalga di elementi materiali che ne spieghino l'origine. Si racconta che, durante il martirio dei Tre Fratelli, la lingua mozzata di Sant'Alfio sia caduta a terra, compiendo tre balzi e scavando tre pozzi. Ancora oggi nella Chiesa dei Tre Santi (o della Fontana), edificata sulle basi di un antico foro romano, è possibile vedere i tre pozzi nel luogo in cui avvenne il martirio. In occasione dei Festeggiamenti Patronali quello centrale viene aperto e l'acqua santa, contenuta al suo interno, miracolosamente si innalza di livello.

### La leggenda del terremoto
Questa leggenda riguarda sempre la Chiesa dei Tre Santi (o della Fontana), nel cui abside si trovano le statue lignee raffiguranti i Tre Fratelli. Si racconta che il 2 settembre del 1517, in occasione del ricordo della traslazione delle Sacre Reliquie, le statue vennero portate al di fuori della Chiesa. Nello stesso istante si abbatté su Lentini un violento terremoto, tanto che le statue dei Tre Santi vennero immediatamente riportate all'interno e il sisma cessò. Da allora non vennero più spostate.

## Festività in Italia
I Santi Martiri Alfio, Filadelfo e Cirino sono Patroni/Compatroni delle seguenti città italiane:
- Lentini (SR)
- San Fratello (ME)
- Sant'Alfio (CT)
- Scifì (frazione di Forza d'Agrò, ME)
- Trecastagni (CT)
- Vaste (frazione di Poggiardo, LE)

Sono venerati nelle seguenti città italiane:
- Acireale (CT)
- Adrano (CT)
- Catania
- Linguaglossa (CT)
- Mirto (ME)
- Paternò (CT)
- Pedara (CT)

Sono presenti delle significative testimonianze di fede nelle seguenti città italiane:
- Brucoli (frazione di Augusta, SR)
- Capri Leone (ME)
- Carlentini (SR)
- Marina di Caronia (frazione di Caronia, ME)
- Messina
- Motta d'Affermo (ME)
- Roma
- San Giovanni La Punta (CT)
- Santa Maria di Licodia (CT)
- Torrenova (ME)

## Festività nel mondo
I Santi Martiri Alfio, Filadelfo e Cirino sono celebrati nelle seguenti città sparse per il mondo:
- Brisbane, Queensland (Australia)
- Lawrence, Massachusetts (Stati Uniti d'America)
- Omaha, Nebraska (Stati Uniti d'America)
- Silkwood, Queensland (Australia)
- Stanthorpe, Queensland (Australia)
- Swedesboro, New Jersey, (Stati Uniti d'America)
- Sydney, Nuovo Galles del Sud (Australia)

Sono presenti delle significative testimonianze di fede nelle seguenti città sparse per il mondo:
- Pristina, Kosovo

## Luoghi di culto dedicati
Città italiane in cui i Santi Martiri Alfio, Filadelfo e Cirino sono Patroni/Compatroni:
- Chiesa Madre (Ex Cattedrale) Santa Maria la Cava e Sant'Alfio - Lentini (SR)
- Santuario Diocesano dei Santi Martiri Alfio, Filadelfo e Cirino - Lentini (SR)
- Carcere (o Grotta) dei Tre Santi - Lentini (SR)
- Santuario dei Tre Santi Alfio, Filadelfio e Cirino - San Fratello (ME)
- Chiesa Madre dei Santi Martiri Alfio, Cirino e Filadelfo - Sant'Alfio (CT)
- Chiesa dei Santi Alfio, Filadelfo e Cirino - Scifì (frazione di Forza d'Agrò, ME)
- Santuario dei SS. MM. Alfio, Filadelfo e Cirino - Trecastagni (CT)
- Chiesa Madre di Maria SS.ma delle Grazie - Vaste (frazione di Poggiardo, LE)
- Regina dei santi martiri Alfio Filadelfo e Cirino chiesetta di campagna situata a nord del centro urbano di trecastagni che confina con la contrada Tarderia/Cozzarelle a nord est di Pedara (CT)

Città italiane in cui sono venerati:
- Basilica Collegiata dei Santi Apostoli Pietro e Paolo - Acireale (CT)
- Chiesa di Sant'Alfio - Adrano (CT)
- Chiesa dell'Immacolata Concezione della Beata Maria Vergine ai Minoritelli - Catania
- Chiesa di Sant'Alfio e Fratelli - Mirto (ME)
- Chiesa di Santa Caterina d'Alessandria - Paternò (CT)

Città italiane in cui sono presenti delle significative testimonianze di fede:
- Santuario della Madonna dell'Adonai - Brucoli (frazione di Augusta, SR)
- Chiesa di Maria SS. Annunziata - Capri Leone (ME)
- Chiesa Madre della Immacolata Concezione - Carlentini (SR)
- Chiesa di Santa Tecla Vergine - Carlentini (SR)
- Basilica Cattedrale protometropolitana di Santa Maria Assunta - Messina
- Chiesa di San Rocco - Motta d'Affermo (ME)
- Chiesa di San Pantaleo - Roma
- Cappella dei Santi Martiri Alfio, Filadelfo e Cirino - San Giovanni La Punta (CT)
- Chiesa delle Anime del Purgatorio - Santa Maria di Licodia (CT)
- Chiesa dei SS. Pietro e Paolo - Torrenova (ME)

Città sparse per il mondo in cui vengono celebrati:
- Holy Cross Church Wooloowin - Brisbane, Queensland (Australia)
- Corpus Christi Parish, Holy Rosary Church - Lawrence, Massachusetts (Stati Uniti d'America)
- Holy Family Catholic Church - Omaha, Nebraska (Stati Uniti d'America)
- St. John's School - Silkwood, Queensland (Australia)
- St. Joseph's Parish - Stanthorpe, Queensland (Australia)
- St. Clare of Assisi Parish, St. Joseph's Church - Swedesboro, New Jersey (Stati Uniti d'America)

Città sparse per il mondo in cui sono presenti delle significative testimonianze di fede:
- Monastero di Gračanica - Pristina, Kosovo